# Régis Onanga Ndiaye
Pour les articles homonymes, voir Ndiaye.
Régis Onanga Ndiaye est un diplomate et homme politique gabonais, né le 28 septembre 1966 à Port-Gentil. Membre du Parti démocratique gabonais, il est ministre des Affaires étrangères depuis septembre 2023 sous la présidence de Brice Clotaire Oligui Nguema.
Il fut également ambassadeur du Gabon au Sénégal de 2015 à 2023.

## Biographie

### Jeunesse et formation
De son nom complet Michel Régis Onanga Mamadou Ndiaye, il naît le 28 septembre 1966 à Port-Gentil (Gabon). Issu d'une famille originaire du Sénégal, ses grands-parents ont notamment servi l'administration coloniale française dans plusieurs pays africains.
Dans les années 1970, il fait son éducation primaire à Dakar, puis à Kaolack (Sénégal). De 1978 à 1982, il séjourne de nouveau dans ce pays quand son père est affecté au bureau sénégalais de la société Air Gabon,.
Il part ensuite faire ses études supérieures à l'université René Descartes (France), où il obtient un diplôme en sciences politiques.

### Carrière diplomatique
De retour au Gabon après ses études, Régis Onanga Ndiaye se lance dans une carrière diplomatique, intégrant notamment le Ministère gabonais des Affaires étrangères.
En 2005, il devient conseiller de Jean Ping, président de la 59e Assemblée générale de l'ONU. Puis il travaille au sein de la Mission permanente du Gabon près des Nations unies à New York, où il occupe les fonctions de premier conseiller de 2006 à 2009, puis de ministre conseiller de 2010 à 2015.
En mars 2015, il est nommé ambassadeur du Gabon au Sénégal par Ali Bongo. Il prend ses fonctions en novembre 2015, lorsqu'il remet ses lettres de créances au président Macky Sall. Il reste à ce poste jusqu'en septembre 2023.

### Carrière politique
À la suite du coup d'État du 30 août 2023 et l'arrivée au pouvoir du militaire Brice Oligui Nguema, ce dernier le nomme ministre des Affaires étrangères, chargé de l'Intégration sous-régionale et des Gabonais de l'Étranger, dans son gouvernement de transition le 9 septembre,. Régis Onanga Ndiaye fait alors partie des membres issus de l'ancienne majorité, étant encarté au Parti démocratique gabonais (PDG), l'ancien parti d'Ali Bongo. Après l'élection de Brice Oligui Nguema à la présidence en avril 2025, il conserve son poste au sein du gouvernement Oligui Nguema nouvellement formé. 

## Vie personnelle
Régis Onanga Ndiaye est marié et père de 7 enfants.